# Thera (Pali)
Thera ist ein Wort aus der Sprache der Ur-Texte des Buddhismus, dem Pali, und war ursprünglich der Ehrentitel für ältere oder besonders verdiente Bhikkhus – buddhistische Mönche. 
Im heutigen Thera-vada wird ein Bhikkhu hingegen Thera genannt, wenn er vor mehr als zehn Jahren seine Upasampada (Vollordination) erhalten hat. Es entspricht dem in Sanskrit-Texten benutzten Begriff Sthavira. 
Im Pali-Deutsch Wörterbuch steht (Zitat): 
1thera Adj  1. alt, ehrwürdig; 2. fest, dick 
2thera m  1. Ehrwürdiger, Rel  Ältester; 2. Buddh  Ordensälterer (besonders verdienter Mönch od einer mit mindestens zehn Jahren Hochordination)
Mahathera (maha = groß) bringt zum Ausdruck, dass ein Bhikkhu seit mehr als zwanzig Jahren ordiniert ist.